# Tanguy Nef
Tanguy Nef (* 19. November 1996 in Genf) ist ein Schweizer Skirennfahrer. Er gehört aktuell dem A-Kader von Swiss-Ski an und startet überwiegend in den technischen Disziplinen Slalom und Riesenslalom.

## Biografie
Tanguy Nef stammt aus Veyrier im Kanton Genf und studiert Informatik sowie Wirtschaftswissenschaften am Dartmouth College. Er tritt für den Schweizerischen Akademischen Skiclub (SAS) Genf an.
Er begann im Alter von acht Jahren mit dem Skirennsport. Seine ersten FIS-Rennen bestritt er im Alter von 15 Jahren. Nach seinem Europacup-Debüt im Januar 2016 absolvierte Nef in Mont Sainte-Anne seine ersten Rennen im Nor-Am Cup, kam dabei aber über einen 25. Slalomrang nicht hinaus. Bei seinen ersten Juniorenweltmeisterschaften in Sotschi belegte er die Ränge 18 im Slalom und 32 im Riesenslalom. Ein Jahr später gelangen ihm in Åre die Ränge 15 im Riesenslalom und 24 im Slalom. Die Nor-Am-Cup-Saison 2017/18 verlief für Nef erfolgreich. Er gewann zwei Rennen (Slalom in Panorama und Riesenslalom in Stowe) und belegte in der Riesenslalomwertung den dritten Rang.
Am 18. November 2018 gab er im Slalom von Levi sein Weltcup-Debüt und lieferte mit Rang elf gleich eine Talentprobe ab. Im folgenden Januar erzielte er mit Rang 13 in Zagreb ein weiteres Topresultat und qualifizierte sich für die Weltmeisterschaften in Åre. Dort belegte er Rang 29 in seiner Paradedisziplin. Im Januar 2020 fuhr er mit Rang sechs im Nachtslalom von Madonna di Campiglio erstmals unter die besten zehn. Am 17. November 2024 erreichte er im Slalom von Levi mit dem fünften Platz sein bisher bestes Ergebnis in einem Weltcup-Rennen. Dieses konnte er am 19. Januar 2025 später als Vierter in Wengen noch einmal übertreffen. Bei den Weltmeisterschaften in Saalbach gewann er zusammen mit Alexis Monney die Silbermedaille in der erstmals ausgetragenen Team-Kombination. Auch die beiden anderen Medaillen gingen an Schweizer Teams.

## Erfolge

### Weltmeisterschaften
- Åre 2019: 29. Slalom
- Saalbach 2025: 2. Team-Kombination, 9. Slalom

### Weltcup
- 8 Platzierungen unter den besten zehn

### Weltcupwertungen
| Saison  | Gesamt | Gesamt | Slalom | Slalom | Parallel | Parallel |
| Saison  | Platz  | Punkte | Platz  | Punkte | Platz    | Punkte   |
| ------- | ------ | ------ | ------ | ------ | -------- | -------- |
| 2018/19 | 95.    | 56     | 32.    | 56     | –        | –        |
| 2019/20 | 77.    | 89     | 25.    | 88     | 44.      | 1        |
| 2020/21 | 53.    | 163    | 18.    | 158    | 26.      | 5        |
| 2021/22 | 89.    | 62     | 32.    | 62     | –        | –        |
| 2022/23 | 137.   | 12     | 50.    | 12     | –        | –        |
| 2023/24 | 89.    | 53     | 29.    | 53     | –        | –        |
| 2024/25 | 23.    | 327    | 8.     | 327    | –        | –        |

### Europacup
- Saison 2022/23: 4. Slalomwertung
- Saison 2023/24: 5. Slalomwertung
- 6 Podestplätze, davon 1 Sieg:

| Datum         | Ort  | Land     | Disziplin |
| ------------- | ---- | -------- | --------- |
| 10. März 2023 | Levi | Finnland | Slalom    |

### Nor-Am Cup
- Saison 2017/18: 7. Gesamtwertung, 3. Riesenslalomwertung, 7. Slalomwertung
- Saison 2018/19: 9. Riesenslalomwertung
- 10 Podestplätze, davon 4 Siege:

| Datum             | Ort            | Land   | Disziplin    |
| ----------------- | -------------- | ------ | ------------ |
| 15. Dezember 2017 | Panorama       | Kanada | Slalom       |
| 13. Februar 2018  | Stowe          | USA    | Riesenslalom |
| 12. März 2019     | Burke Mountain | USA    | Riesenslalom |
| 13. März 2019     | Burke Mountain | USA    | Riesenslalom |

### Juniorenweltmeisterschaften
- Sotschi 2016: 18. Slalom, 32. Riesenslalom
- Åre 2017: 15. Riesenslalom, 24. Slalom

### Weitere Erfolge
- 6 Siege in FIS-Rennen